# Zwartzusters van de Heilige Philippus Neri
De Zwartzusters van de Heilige Philippus Neri is een zustercongregatie die actief is in België. Het hoofdhuis (moederklooster) bevindt zich in de Lamstraat 2B in Sint-Niklaas.

## Geschiedenis
Deze congregatie werd begin 18e eeuw gesticht door Francisca Vercauteren. Reeds bij de aanvang werd de zorg voor psychiatrische patiënten een belangrijke activiteit. Aanvankelijk verzorgde Francisca, samen met enkele gelijkgezinden, de zieken aan huis. Geleidelijk ontstond uit dit werk een kloostergemeenschap. In 1710 werd in de Ankerstraat het eerste klooster gesticht. Aanvankelijk was de heilige Lucia de patroonheilige van deze zusters. Men nam ook zieken op, zodat er al in 1717 ziekenkamers bijgebouwd werden. Op de plaats van dit - nu verdwenen - gebouw bevindt zich het huidige Algemeen Psychiatrisch Ziekenhuis Sint-Lucia.
Eind 19e eeuw werd de congregatie toegewijd aan de heilige Filippus Neri. Het huidige klooster bevindt zich aan de Lamstraat. De congregatie heeft zich ook gevestigd in Eeklo (vanaf 1901), waar zij aan de wieg stonden van het Psychiatrisch Centrum Sint-Jan. Naast psychiatrische zorg waren de zusters vanaf de jaren '70 ook actief in de ouderenzorg.